# Tây New Guinea
Tây New Guinea là lãnh thổ của Indonesia ở phần phía tây kinh tuyến 141 độ đông của đảo New Guinea. Trước năm 1969, lãnh thổ này nằm dưới sự kiểm soát của Hà Lan. Từ năm 1969, nó chính thức sáp nhập vào Indonesia và trở thành tỉnh Papua của nước này. Năm 2001, tỉnh Papua được hưởng quy chế lãnh thổ đặc biệt. Năm 2006, Indonesia thành lập tỉnh Tây Irian Jaya từ một phần của tỉnh Papua và đến ngày 7 tháng 2 năm 2007 thì đổi tên tỉnh Tây Irian Jaya thành tỉnh Tây Papua (Papua Barat). Tây New Guinea có tổng diện tích 420.540 km²